# 狭叶栀子
狭叶栀子（学名：Gardenia stenophylla）为茜草科栀子属下的一个种。其种加词“Stenophylla”意为“窄叶的”。